# متروی ناپل
متروی ناپل (ایتالیایی: Metropolitana di Napoli) سیستم قطار شهری زیرزمینی در شهر ناپل، ایتالیا است.
این مترو که در سال ۱۹۹۳ تأسیس شده، دارای ۳ خط، ۲۶ ایستگاه و ۲۰٫۲ کیلومتر طول می‌باشد.

## نگارخانه

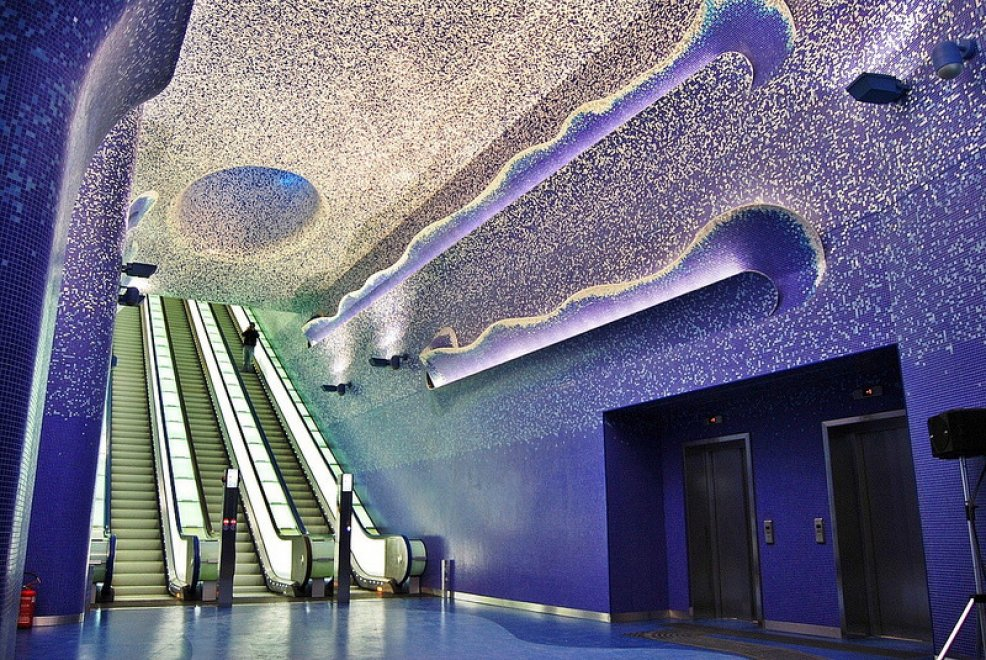
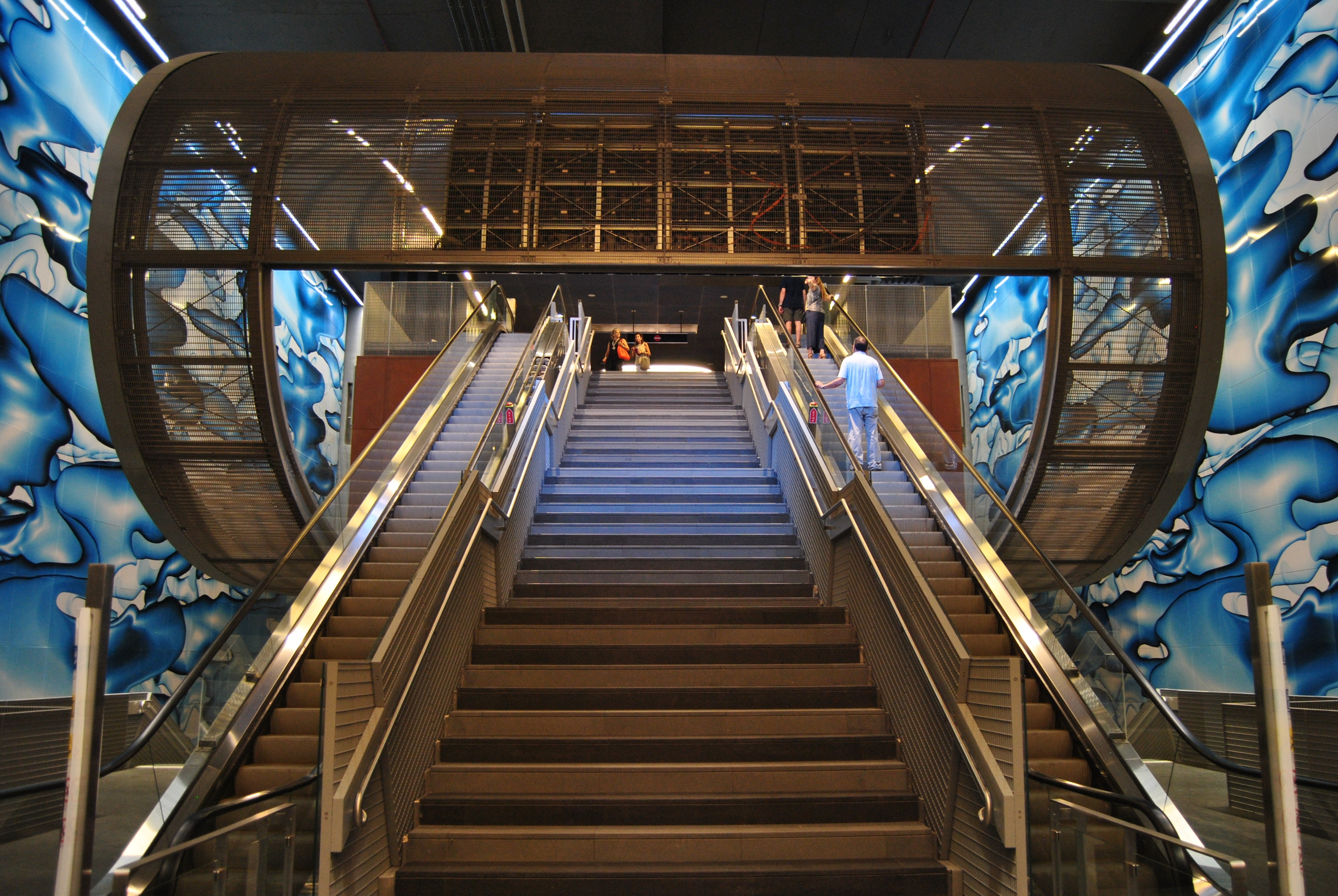
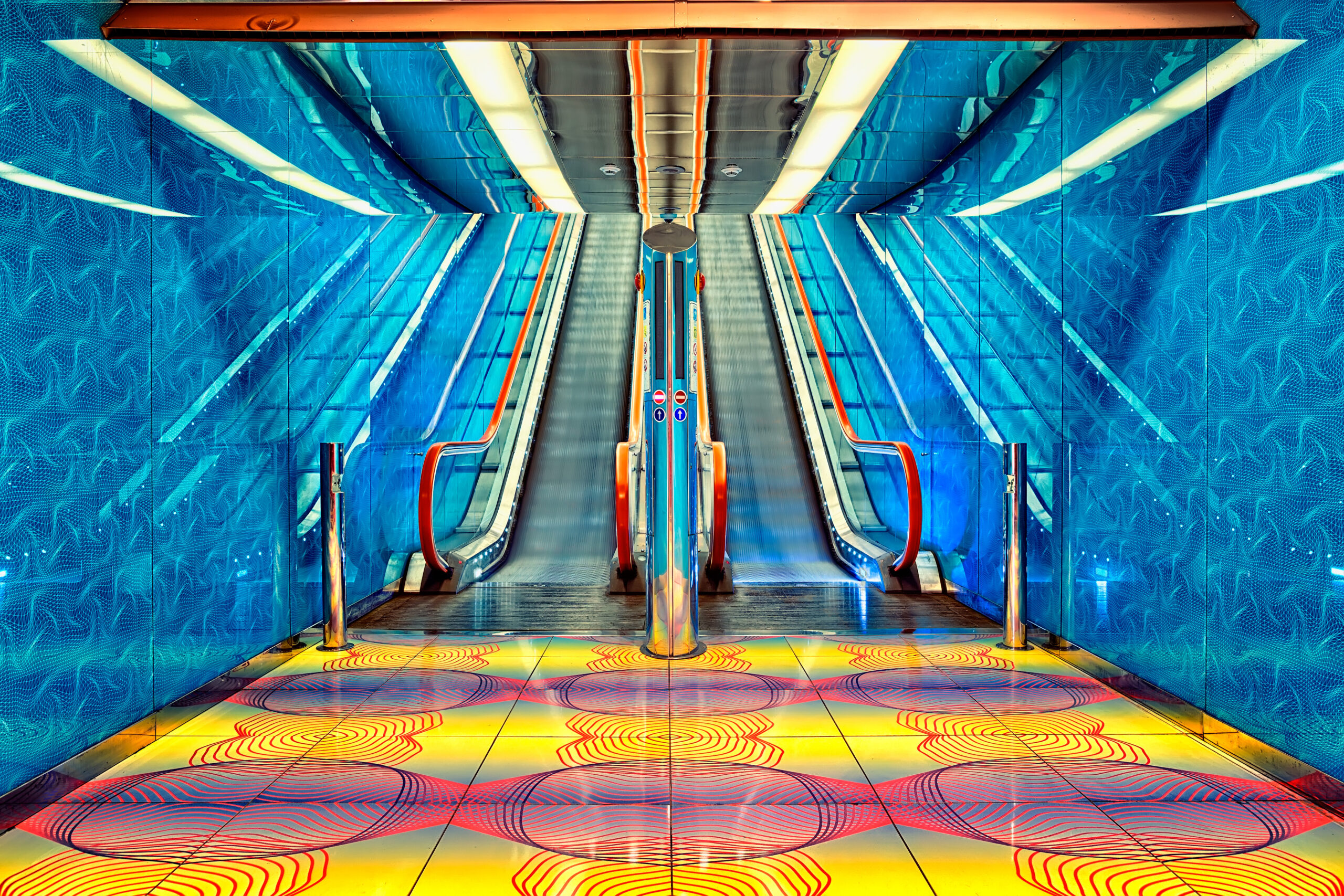
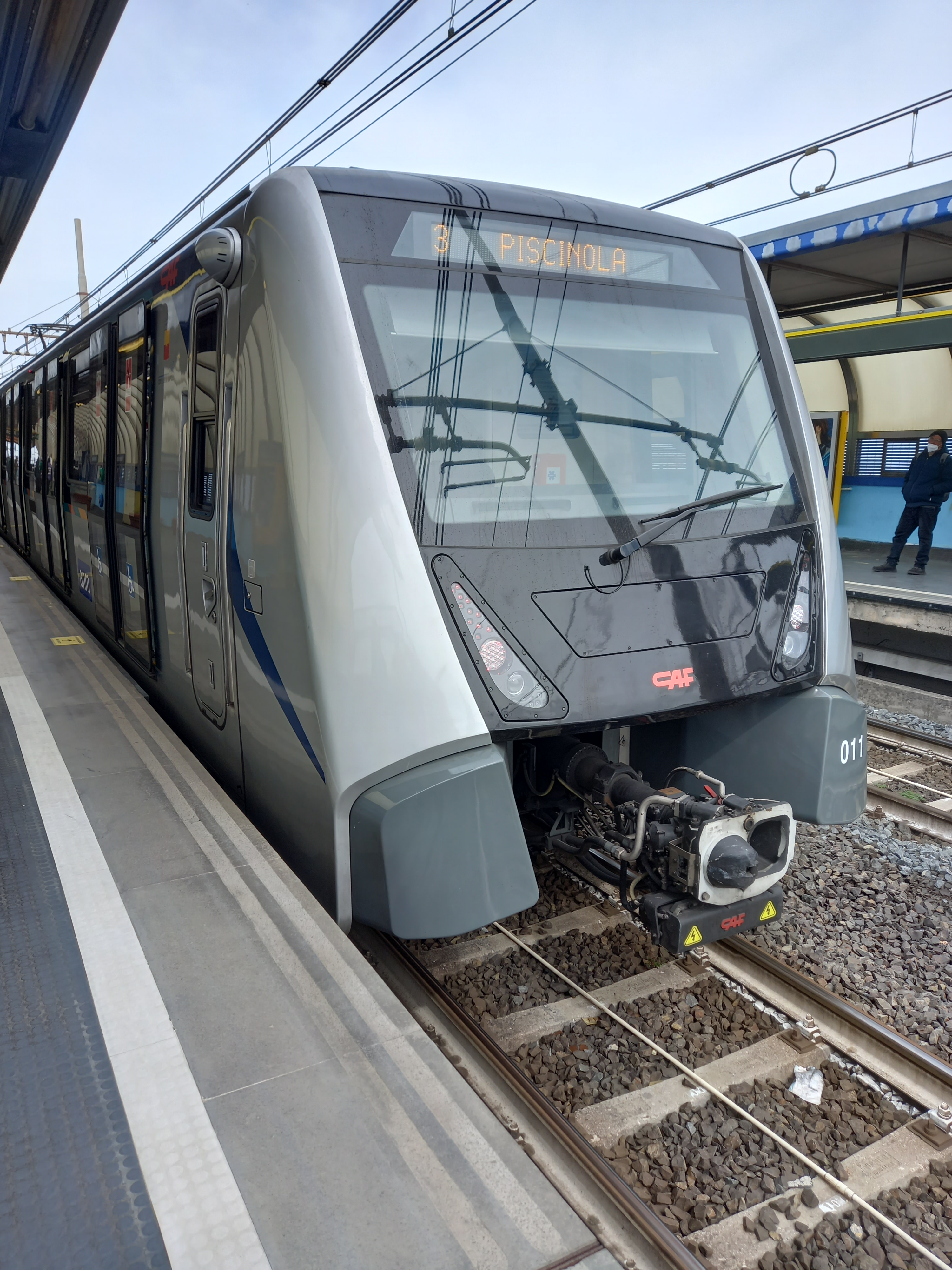
Line 1
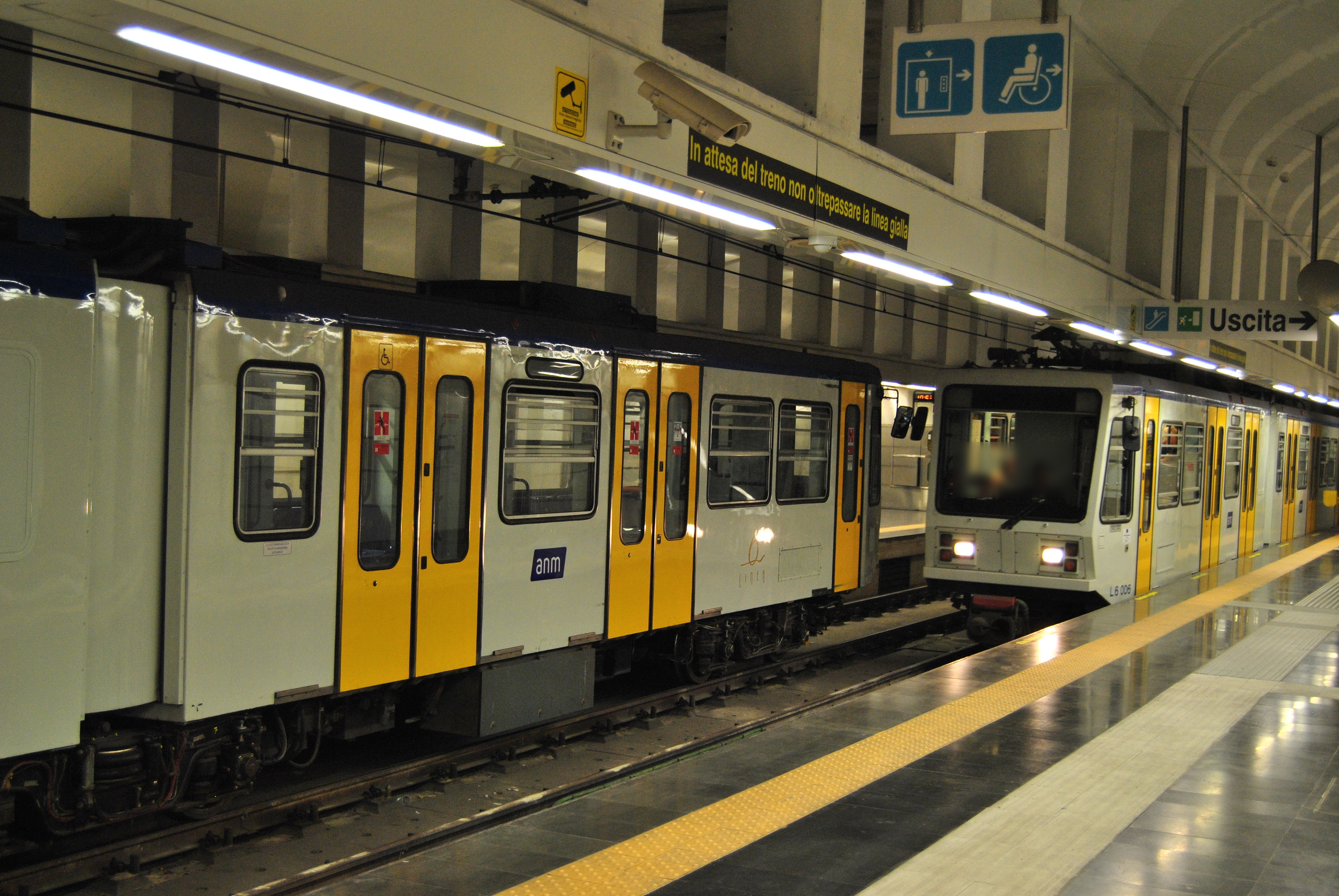
Line 6
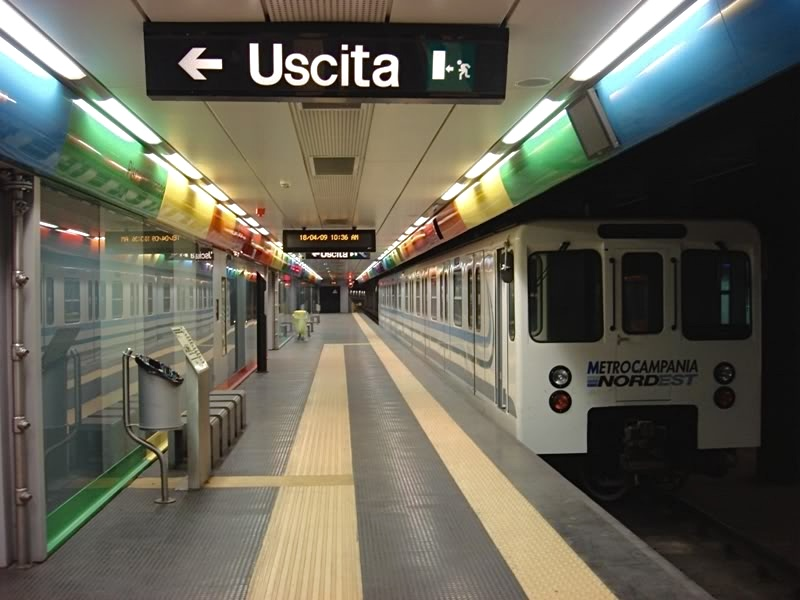
Naples-Aversa Metro